# Branislav Deák
Branislav Deák (* 15. září 1982, Bratislava) je slovenský herec. Vystudoval herectví na konzervatoři v Bratislavě a potom pokračoval na VŠMU. Účinkoval ve Slovenském národním divadle, v Divadle West, v Divadle Aréna a taktéž v muzikálech na Nové scéně. Zahrál si i ve slovenských seriálech (Oteckovia, Druhý život, Detektiv Kripta, Superhrdinovia).

## Biografie
Vyrůstal v Ivance pri Dunaji. Už v mladém věku měl možnost sledovat jeho otce spolupracovat se zahraničními filmovými produkcemi při natáčení scén s koňmi, což pravděpodobně přispělo k tomu, že se rozhodl pro povolání herce. Po vystudování herectví na konzervatoři v Bratislavě roku 2004 přímo pokračoval na VŠMU. Během svého studia též hostoval ve Slovenském národním divadle. Od roku 2008 působí jako herec na volné noze.

## Filmografie[1]
- 2004 – Zlatý hlas
- 2005 – Medzi nami
- 2007 – Ordinácia v ružovej záhrade
- 2008 – Panelák
- 2008 – Mesto tieňov
- 2009 – Odsouzené
- 2009 – Detektív Kripta
- 2010 – Kriminálka Staré Město
- 2010 – Aj kone sa hrajú
- 2011 – Druhý dych
- 2012 – Búrlivé víno
- 2013 – Chlapi neplačú
- 2014 – Superhrdinovia
- 2015 – Kukučka
- 2016 – Dáma bez kamélie
- 2016 – Agáva
- 2018 – Oteckovia